# I. Lajos badeni nagyherceg
I. Lajos badeni nagyherceg (németül: Großherzog Ludwig I. von Baden, teljes nevén Ludwig Wilhelm August; Karlsruhe, 1763. február 9. – Karlsruhe, 1830. március 30.) 1818–1830 között Baden nagyhercege.

## Származása és ifjúkora
Lajos Vilmos herceg 1876 februárjában jött világra Károly Frigyes badeni őrgróf és Karolina Lujza hessen–darmstadti hercegnő harmadik gyermekeként. Két idősebb fivére mind előtte álltak a trónöröklési sorrendben, így a szülők számára nem látszott fontosnak, hogy az uralkodói feladatokat is megismertessék Lajos herceggel. Miután kevés eséllyel számíthatott csak a trónra, Károly Frigyes őrgróf a katonai pályát látta megfelelőnek fia számára. 1787-ben Lajos Vilmos szülei közbenjárására II. Frigyes Vilmos porosz királynál bekerült a Porosz Királyi Hadseregbe; ténylegesen az év szeptemberében csatlakozott a sereghez ezredesi rangban.
Első igazi katonai próbatételére az első koalíciós háború alatt került sor; a badeni herceg a „Fekete Sas-Rend” kitüntetésében részesült, és vezérőrnagyi posztra emelkedett. 1795-ben Lajos Vilmos visszatért Badenbe, ahol a herceg nagyvilági életmódja mellett a nők társaságát kereste. 1801-ben idősebb bátyja, Károly Lajos trónörökös svédországi halálos balesete után az uralkodó egyre több állami feladatot bízott fiára. 1802-ben Lajos herceg Párizsba utazott tárgyalásokat folytatni Bonaparte Napóleonnal; 1804-ben részt vett a mainzi német uralkodók kongresszusán; később unokaöccsével, Károly trónörökös herceggel együtt vezette a badeni küldöttséget Napóleon koronázására.
Külügyi szerepei mellett Lajos herceg a kormányban is fontos pozíciókat töltött be: 1803-ban hadügyminiszternek, 1806-ban pénz-és erdészeti miniszternek nevezték ki. Mivel a herceg vállán nyugodtak a külügyi gondok, egyre több kritika érte őt Baden a franciáktól való vazallusi függése miatt. 1807-ben a herceget a Salem-kastélyban tartották fogva Napóleon emberei; Lajos Vilmos csak apja halála után, 1812-ben térhetett vissza a badeni fővárosba.

## Uralkodása
1818. december 8-án elhunyt Károly nagyherceg, Lajos Vilmos unokaöccse. Károlynak nem születtek fiúgyermekei, és mivel ekkora már halott volt idősebb nagybátyja, Frigyes herceg; I. Lajos néven Lajos Vilmos foglalta el a trónt. Uralkodását kemény kézzel kezdte meg, a kormányra és az uralkodói udvarra ritkán fordítva figyelmet. A nagyhercegség költségvetésének jelentős részét költötte a hadseregre; ugyanakkor regnálása alatt folytatódott Baden gyors ütemű fejlődése. Ugyan még trónra kerülése előtt, 1818-ban lefektették a liberális badeni alkotmányt, Lajos nagyherceg önkényuralmi módszerrel kormányzott; gyakran semmibe vette az alkotmányt és az egyeduralma ellen tiltakozó tisztségviselőket. Az országgyűlés jogaira ügyet sem vetve irányította az államot, és többször is kísérletet tett a parlament jogainak megnyirbálására.
Heidelberg egyeteme még 1802-ben lett a nagyhercegség része; I. Lajos amellett, hogy átszervezte az intézményt, jelentős állami támogatást is nyújtott neki. Az országhoz csaknem a heidelbergivel egy időben került a freiburgi egyetem, mely ugyancsak híres volt magas színvonalú képzéséről. A két egyetem között versengés alakult ki a fennmaradásért, végül I. Lajos nagyherceg mindkettő működését engedélyezte; a freiburgi egyetem ekkor vette fel a nagyherceg nevét (Albert-Ludwigs-Universität Freiburg). 1825-ben a korábban Károly nagyherceg által is pártfogolt Friedrich Weinbrenner alapított építészeti iskolát, míg Johann Gottfried Tulla mérnöki oktatóközpontot hozott létre; mindkét intézmény székhelye a badeni főváros lett. Szintén 1825-ben nyitotta meg a nagyherceg a Műszaki Egyetemet, a mai Karlsuhei Egyetem alapját szolgáltató iskolát, mely egyikbe Németország legrégebbi műszaki egyetemeinek.

### Egyházpolitikája
A vallási kérdések szintén fontos részét képezték Lajos nagyherceg politikájának. Sikerült rávennie a Vatikánt arra, hogy csökkentse a napóleoni háborúk során megszerzett egyházmegyéket. Az ősi konstanzi egyházmegyét több olyan egyházmegyére osztották fel, melyek eleget tettek az újonnan felállított határértéknek. Freiburg lett a badeni érsekség székhelye, míg Rottenburgot a württembergi egyházszervezethez csatolták. I. Lajos ügyes politikájának köszönhetően szintén Freiburg lett a központja a felső-rajnai érsekségnek.
Míg az eredeti Badeni Őrgrófság lutheránus volt, akárcsak az uralkodócsalád, addig a hozzácsatolt Rajnai Palotagrófság fő vallása a kálvinizmus volt. A két protestáns irányzat között tátongó szakadék áthidalására a nagyherceg zsinatot hívott össze Johann Peter Hebel és mindkét vallás képviselőinek részvételével. 1821. július 26-án a gyűlés kimondta a kálvinizmus és a lutheranizmus egységesítését a Badeni Nemzeti Egyházon belül. 1829-ben a frissen létrejött freiburgi evangélikus egyházközösség megbízásából a nagyhercegi udvar építésze, Heinrich Hübsch felépítette számukra az első templomukat. Az épületet az állami felügyelet alá vett tennenbachi kolostor templomának szétbontásával, majd újjáépítésével húzták fel; és a nagyherceg tiszteletére a „Ludwigskirche” névre keresztelték.

## Magánélete és leszármazottjai
I. Lajos nagyherceg soha nem vett feleségül rangban hozzá illő hölgyet. Fiatalként kicsapongó életet folytatott, törvénytelen gyermeke is született:
- Ludwig Wilhelm von Steinberg (1797–1871), ismeretlen anyától.

Egyes források szerint a nagyherceg morganatikus házasságra lépett szeretőjével, a polgári származású Katharina Wernerrel (1799–1852), aki a friggyel Langenstein–Gondelsheim grófnője (Gräfin von Langenstein und Gondelsheim) lett, és kapcsolatukból származó gyermekeik is megkapták e címet:
- id. Luise Werner (1817–1821), kisgyermekként elhalálozott
- Ludwig Wilhelm August (1820–1872), Langenstein–Gondelsheim grófja, gyermektelenül hunyt el
- ifj. Luise (1825–1900), langenstein–gondelsheimi grófnő, Carl Israel Douglas gróf skót arisztokrata neje.

I. Lajos badeni nagyherceg 1830. március 30-án hunyt el. Mivel nem született legális utódja, és sem fivérei, sem unokaöccsei közül sem élt senki, meg kellett változtatni az utódlási törvényt. Ennek eredményeként Károly Frigyes, Baden első nagyhercegének Luise Karoline Geyer von Geyersberg bárónővel kötött morganatikus frigyéből származó fia lett az új uralkodó. A bárónőt és utódjait, akiket már korábban Hochberg báróivá emeltek, az osztrák császártól birodalmi grófi rangot kaptak. Ugyanakkor felmerültek olyan találgatások is, miszerint a korona jogos várományosa egy Kaspar Hauser nevű nürnbergi lelencgyermek, állítólag Károly nagyherceg és Stefánia nagyhercegné fia. Hauser rejtélyére máig nem derítettek fényt; a fiút 1833-ban titokzatos körülmények között meggyilkolták. I. Lajos örökébe féltestvére, Lipót hochbergi birodalmi gróf lépett.
| Előző uralkodó: Károly | Baden uralkodója 1818 – 1830 | Következő uralkodó: Lipót |

## Fordítás
- Ez a szócikk részben vagy egészben a Ludwig I. (Baden) című német Wikipédia-szócikk ezen változatának fordításán alapul.  Az eredeti cikk szerkesztőit annak laptörténete sorolja fel. Ez a jelzés csupán a megfogalmazás eredetét és a szerzői jogokat jelzi, nem szolgál a cikkben szereplő információk forrásmegjelöléseként.